# Phó Đức Phương
Phó Đức Phương (23 tháng 7 năm 1944 – 19 tháng 9 năm 2020) là một nhạc sĩ sáng tác ca khúc  dòng nhạc trữ tình Việt Nam, từng nhận được 1 đề cử tại giải Cống hiến. Quê ông ở thôn Đa Ngưu, xã Tân Tiến, huyện Văn Giang, tỉnh Hưng Yên. Ông từng là Giám đốc Trung tâm Bảo vệ quyền tác giả âm nhạc Việt Nam (VCPMC) và là phó chủ tịch Hội âm nhạc Hà Nội. Ông qua đời ngày 19 tháng 9 năm 2020 vì ung thư tụy.

## Tiểu sử
Phó Đức Phương sinh năm 1944, tuổi Giáp Thân, quê quán ở Văn Giang, Hưng Yên. Ông có người chú ruột là nhà cách mạng Phó Đức Chính - đảng viên Việt Nam Quốc dân Đảng - nổi tiếng .
Năm 1962, ông học khoa Toán trường Đại học Sư phạm. Năm 1965, ông làm nông trường viên chăn nuôi thuộc nông trường Cửu Long (Hòa Bình) rồi năm 1966, trở về thi vào trường Âm nhạc Việt Nam. Năm 2002, Phó Đức Phương làm giám đốc Trung tâm Bảo vệ quyền tác giả âm nhạc Việt Nam do chính ông cùng 200 nhạc sĩ khác kiến nghị lên Quốc hội, Trung ương Đảng, Chính phủ.
Nhạc sĩ Phó Đức Phương qua đời trưa ngày 19 tháng 9 năm 2020 sau thời gian chống chọi với bệnh ung thư tụy, không lâu sau sinh nhật 77 tuổi.

## Nhạc phẩm
~ Phó Đức Phương
- Cánh đồng tình yêu
- Chảy đi sông ơi
- Con sông tuổi thơ
- Dòng sông ký ức
- Hoa Lư đại trận tập
- Hồ trên núi (1971)
- Huyền thoại hồ Núi Cốc
- Không thể và có thể
- Lễ tơ hồng cho em
- Lội dòng sông quê
- Lời nguyền của tình yêu
- Mái chèo thiên thu
- Mãi mãi biển
- Mặt trời, biển, cát & em
- Một thoáng Tây Hồ
- Mộng mị Sa Pa
- Nao nao thác Bà
- Người đi Tam Đảo
- Nha Trang thu
- Những cô gái quan họ
- Nơi áo Chàm hồ xanh Ba Bể
- Takano – nhân chứng quả cảm
- Thành phố biển xanh và cát trắng
- Tình ca trên những công trình mới
- Trên đỉnh Phù Vân
- Tửu ca (Về nhà)
- Về quê
- Vũ khúc con cò

## Giải thưởng
Ông đã được trao tặng giải thưởng Nhà nước về văn học - nghệ thuật đợt 1 (2001). Cùng nhiều huân huy chương khác.

## Danh sách đĩa nhạc

### Album phòng thu
- Trên đỉnh Phù Vân (1997)
- Một thoáng Tây Hồ (1997)
- Chảy đi sông ơi (1998)

### Album biên tập
- Khúc hát phiêu ly (với ca sĩ Minh Thu) Dihavina (2006)
- Minh Thu hát Phó Đức Phương (với ca sĩ Minh Thu) Hồ Gươm Audio (2015)

## Liveshow
- Con đường âm nhạc Phó Đức Phương Những giấc mơ trên sóng (9/2005)[8]
- Phó Đức Phương-Trên đỉnh Phù Vân (29/12/2016)[9]
- Phó Đức Phương-Khúc hát phiêu ly (10/7/2020)